# مالك الزيدي
مالك الزيدي (بالفرنسية: Malik Zidi)‏
```
(و. 
1975
 – 
م
)
[
2
]
 هو 
ممثل
 من 
فرنسا
 . ولد في 
سان-مور-دي فوسي
 .
[
3
]
```

## جوائز
حصل على جوائز منها:
- جائزة سيزار لأفضل ممثل صاعد.

## روابط خارجية
- مالك الزيدي على موقع IMDb (الإنجليزية)
- مالك الزيدي على موقع ألو سيني (الفرنسية)
- مالك الزيدي على موقع أول موفي (الإنجليزية)
- مالك الزيدي على موقع قاعدة بيانات الأفلام السويدية (السويدية)
- مالك الزيدي على موقع قاعدة بيانات الفيلم (الإنجليزية)
- مالك الزيدي على موقع كينوبويسك (الروسية)